# Gilbert Glaus
Gilbert Glaus (Tune, 3 de dezembro de 1955) é um ex-ciclista suíço, que foi profissional entre 1982 e 1992. Ele terminou em último lugar no Tour de France 1984.